# Riu Almodóvar
El riu Almodóvar (a vegades Almodóval, àrab al-Mudawwar) és un afluent del riu Barbate, que corre íntegrament per la província de Cadis. Neix al Parc Natural de Los Alcornocales, i està regulat a la capçalera per la Presa d'Almodóvar, que embassa uns 5 hm³ d'aigua de mitjana i ocupa una superfície de 800 hectàrees.
Recorre de sud a nord la comarca del Camp de Gibraltar i la de La Janda, regant, fins que fou dessecada als anys cinquanta del segle xx, la llacuna de la Janda i modernament la depressió cultivable en què s'ha convertit la llacuna; desemboca al riu Barbate per l'esquerra a uns 1.000 metres de la vila de Barbate i a 3 km de la seva desembocadura a l'oceà Atlàntic.
És gestionat pel Districte Hidrogràfic del Guadalete-Barbate (Agència andalusa de l'aigua).
De vegades apareix referit com a riu Almodóval.